# كاما سوترا: قصة حب
كاما سوترا: قصة حب هو فيلم تاريخي رومانسي هندي من إخراج ميرا ناير وبطولة أنديرا فارما،ساريتا تشودري ونافين أندروز.

## روابط خارجية
كاما سوترا: قصة حب على موقع IMDb (الإنجليزية)
- كاما سوترا: قصة حب على موقع روتن توميتوز (الإنجليزية)
- كاما سوترا: قصة حب على موقع نتفليكس (الإنجليزية)
- كاما سوترا: قصة حب على موقع قاعدة بيانات الأفلام العربية
- كاما سوترا: قصة حب على موقع ألو سيني (الفرنسية)
- كاما سوترا: قصة حب على موقع Turner Classic Movies (الإنجليزية)
- كاما سوترا: قصة حب على موقع أول موفي (الإنجليزية)
- كاما سوترا: قصة حب على موقع بوكس أوفيس موجو (الإنجليزية)
- كاما سوترا: قصة حب على موقع فيلمافينيتي (الإسبانية)
- كاما سوترا: قصة حب على موقع قاعدة بيانات الأفلام السويدية (السويدية)